# Matteüs en de engel (Caravaggio)
(Sint-)Matteüs en de engel (Italiaans San Matteo e l'angelo) (1602) is een schilderij van de Italiaanse meester Caravaggio. Het werk toont hoe de evangelist Matteüs inspiratie toegefluisterd krijgt door een engel. De opdrachtgever was de Franse kardinaal Matteo Contarelli, en het doek bevindt zich in de Contarelli-kapel van de kerk van de Franse gemeenschap in Rome, de San Luigi dei Francesi. Het hangt tussen twee vroegere, grotere werken van Caravaggio: Het martelaarschap van Matteüs en De roeping van Matteüs. De commissie was geen eenvoudige klus voor Caravaggio, en een eerste versie van het schilderij moest vervangen worden door een tweede poging alvorens zijn baas, kardinaal Del Monte, tevreden was.
Als we de eerste versie bekijken, dan is het gemakkelijk om in te zien hoe controversieel en provocerend Caravaggio moet geweest zijn voor zijn tijd. Dit schilderij werd vernield tijdens de Tweede Wereldoorlog en we beschikken enkel over zwart-wit reproducties. In deze versie staat de knappe engel bijna verstrengeld met de oude Matteüs en fluistert hem de goddelijke inspiratie in zijn oor.
In het uiteindelijke werk hangt de engel zedig in de lucht, gewikkeld in een golvend gewaad. Matteüs staat klaar om te noteren, terwijl de engel dicteert. Aan zijn vingers te zien is hij bezig met een opsomming, wellicht het eerste hoofdstuk van het evangelie, dat immers een lijst bevat van alle voorvaderen van Jezus. Alles ligt in duisternis, behalve de twee figuren. Matteüs moest blijkbaar naar zijn schrijftafel sprinten en zijn kruk leunt vervaarlijk naar ons toe. Zijn gelaatsuitdrukking is ernstig.
De zieke Bacchus (ca. 1594) · Jongen met een fruitmand (ca. 1593-95) · Een jongen gebeten door een hagedis (1595-96) · Medusa Murtola (ca. 1595) · Bacchus (ca. 1596) · Medusa (ca. 1597) · Judith onthoofdt Holofernes (1598-99) · Narcissus (1598-99) · De roeping van Matteüs (1599-1600) · Het martelaarschap van Matteüs (1600) · Avondmaal in Emmaüs (versie in Londen) (1601-02) · Amor vincit omnia (1601-02) · Johannes de Doper (versie in de Capitolijnse Musea) (1602) · Matteüs en de engel (1602) · De gevangenneming van Christus (ca. 1602) · De Graflegging (ca. 1603–1604) · Rozenkransmadonna (ca. 1604–1605) · Madonna di Loreto (1604-06) · Madonna van de palfreniers (1605-06) · De heilige Hiëronymus (1605-06) · Avondmaal in Emmaüs (versie in Milaan) (1606) · Zeven werken van barmhartigheid (1607) · De onthoofding van Johannes de Doper (1608) · De begrafenis van de heilige Lucia (1608) · De aankondiging (1608-1610) · Geboorte van Christus met de heiligen Laurentius en Franciscus van Assisi (1609) · Aanbidding der herders (1609) · David met het hoofd van Goliath (versie in Rome) (1609-10)